# Rottweil
Rottweil és una vila de la regió Baden-Württemberg a la Selva Negra. Té 25.659 habitants i està ubicada a la vora del riu Neckar, en la línia de ferrocarril Plochingen-Villingen i Rottweil-Immendingen, a 598-640 m d'altura. D'aquesta ciutat venen els famosos gossos anomenats rottweiler.
Els seus habitants són en gran majoria catòlics. Té una església protestant i tres de catòliques, entre les quals la formosa església parroquial de la Santa Creu, sinagoga, ajuntament, gimnàs, escola reial, una col·lecció d'antiguitats i cambra de comerç i indústria. Aquesta consisteix en tallers de reparació de trens, fabricació de vins escumosos, teixits de cotó, pólvora, cervesa i altres. Important mercat de cereals i ramader. Pertanyen a Rottweil les salines de Wilhelmhall, al llogaret Aistadt-Rottweil amb una antiga església bizantina i l'Abadia de monjos cistercencs de Rottenmünster fundada el 1221, abans independent i suprimida el 1838. Són notables les ruïnes d'una ciutat romana, situada allà a prop i encara visible.

## Història

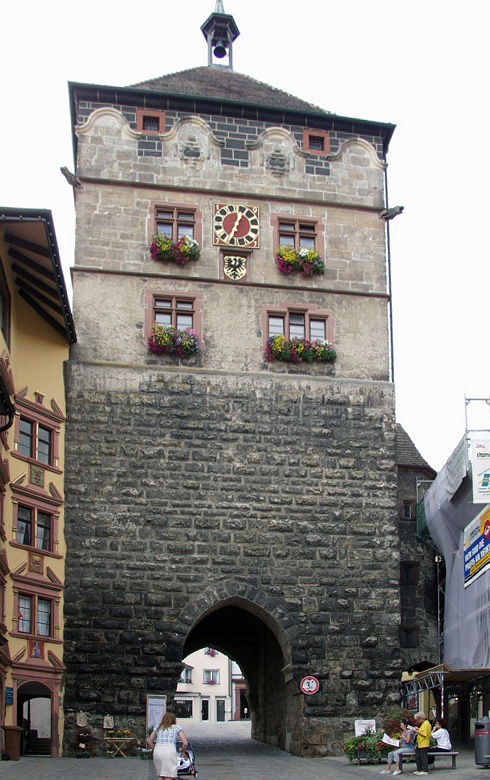
L'anomenada Torre Negra de la ciutat

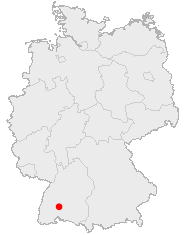
Ubicació de Rottweil en el mapa d'Alemanya

La ciutat de Rottweil en temps dels carolingis fou capçalera d'un senyoratge amb vedat reial, més tard ciutat imperial: el 1931, s'adherí a la federació de ciutat suaves i el 1401 aconseguí el dret de ciutat. Durant molt de temps restà en lluita amb els wurtemberguesos, especialment amb el duc Eberhard, i el 1463 i el 1519 entrà en la federació suïssa.
En temps de la Reforma la doctrina protestant hi trobà viva resistència, 400 ciutadans protestants hagueren de fugir de la població el 1529. El 1632 es va sotmetre al duc de Württemberg. Fins al 1784 tingué un tribunal superior de justícia, en la qual possessió hereditària si trobaven els comtes de Sulz. Encara avui recorda aquest Tribunal una cadira de pedra al jardí de la casa d'orfes. L'estiu del 1842 una gran part de la ciutat fou destruïda per un incendi.

## Fills il·lustres
- Max Seifriz (1827-1885) compositor

## Agermanament
La ciutat de Rottweil està agermanada ambː
- Ieras